# Magdalena Graczyk
Magdalena Józefa Graczyk (ur. 19 marca 1949) – polska profesor doktor habilitowana nauk technicznych, prorektor Uniwersytetu Zielonogórskiego (2012–2020).

## Życiorys
W 1971 otrzymała tytuł magistra inżyniera chemicznej technologii drewna (celulozownictwa) na Akademii Rolniczej w Poznaniu. W 1975 związała się z Wyższą Szkołą Inżynierską w Zielonej Górze. Od 2001 pracuje na Uniwersytecie Zielonogórskim. Doktoryzowała się z nauk technicznych (dyscyplina: inżynieria środowiska) na Wydziale Inżynierii Środowiska Politechniki Wrocławskiej w 1978 na podstawie pracy Tlenowy, termofilowy rozkład wysokostężonych ścieków organicznych łatwo i trudnorozkładalnych (promotor: Stanisław Kołaczkowski). Habilitowała się tamże w 1985 w zakresie technologii wody i ścieków na podstawie monografii Autarkia energetyczna procesów stabilizacji osadów ściekowych. W 2009 otrzymała tytuł naukowy profesora nauk technicznych.
W pracy naukowej zajmuje się inżynierią i ochroną środowiska oraz ekonomią środowiska i zarządzaniem środowiskowym na poziomie mikroekonomicznym. Jest autorką lub współautorką 6 monografii, 24 rozdziałów w wydawnictwach zwartych, 109 artykułów naukowych, 2 patentów i ponad 40 prac niepublikowanych. Wypromowała co najmniej sześcioro doktorów, m.in. Zofię Sadecką oraz Joannę Zarębską.
W latach 2008–2012 pełniła funkcję dziekana Wydziału Ekonomii i Zarządzania UZ. Od 2012 do 2020 była prorektorką do spraw jakości kształcenia.
W 1989 uzyskała uprawnienia w zakresie samodzielnego projektowania. Jest główną projektantką wielu oczyszczalni ścieków w województwie lubuskim. Była m.in. ekspertką w Komisji ds. Ocen Oddziaływania na Środowisko przy Ministrze Środowiska (1994–1998), członkinią Rady Nadzorczej Zielonogórskich Wodociągów i Kanalizacji Sp. z o.o. (2013–2016) i Społecznej Rady Szpitala Wojewódzkiego im. Karola Marcinkowskiego w Zielonej Górze oraz Wiceprzewodniczącą Lubuskiej Rady Zdrowia. Członkini Europejskiego Towarzystwa Ekonomistów Środowiska i Zasobów Naturalnych.

## Odznaczenia i wyróżnienia
- Złoty Krzyż Zasługi „za zasługi w działalności na rzecz rozwoju nauki” (2012)[6][7]
- Medal Komisji Edukacji Narodowej
- Odznaka Honorowa za Zasługi dla Województwa Lubuskiego (2017)[8][5]
- Nagroda Fundacji Prof. Goetla

## Wybrane publikacje
- Zarządzanie inwestycjami komunalnymi: dobra praktyka w pozyskiwaniu funduszy europejskich, Bydgoszcz; Zielona Góra: Oficyna Wydawnicza „Branta”, 2008.
- Dobre praktyki pośrodowiskowe jako stymulatory innowacyjności w regionie, Zielona Góra: Uniwersytet Zielonogórski, 2008.